# Arunda luzonensis
Arunda luzonensis är en fjärilsart som beskrevs av Sergius G. Kiriakoff 1970. Arunda luzonensis ingår i släktet Arunda och familjen tandspinnare. Inga underarter finns listade i Catalogue of Life.